# L'opera del tradimento
L'opera del tradimento è un saggio romanzato di Mario Brelich del 1975. È sicuramente un saggio poiché è una riflessione approfondita e nuova sul tradimento di Gesù da parte di Giuda, ma è condotto con il piglio del romanzo, attraverso il dialogo tra Auguste Dupin (il famoso personaggio creato da Edgar Allan Poe che viene qui preso in prestito) ed il suo consueto interlocutore senza nome, l'io narrante.

## Trama
L'amico del cavaliere Auguste Dupin, l'io narrante di questo romanzo, trova tra le carte dell'illustre criminologo un racconto di soggetto evangelico: la descrizione dell'Ultima Cena. Alla richiesta di spiegazioni, Dupin risponde di essersi interessato all'evento pietra angolare della cristianità: il tradimento di Giuda. Solleticato dal suo interlocutore, Dupin lo mette a parte delle sue riflessioni, cominciando una vera e propria investigazione a posteriori sul più famoso crimine narrato dalla Bibbia. Confrontando i quattro Vangeli, mettendo in risalto le omissioni, le contraddizioni, i dettagli dei racconti dei quattro Apostoli, Dupin rilegge il tradimento di Giuda con gli occhi del criminologo, analizzando la biografia ed il carattere dei personaggi principali (Gesù e Giuda), la loro "relazione ai limiti dell'assurdo", i segnali più o meno evidenti dell'intervento dalle "quinte superne" da parte del Creatore.
Perché Giuda ha tradito Gesù? Che necessità c'era di farlo, visto che Gesù poteva essere catturato in ogni momento senza alcun intervento delatorio? Chi era Giuda? Quali erano i rapporti, durante l'esistenza terrena di Gesù, tra il Figlio ed il Padre?
Tra deduzioni ed intuizioni, tra spunti ironici e rigorosa teologia, uno sguardo sorprendente e profondo che tenta di dare risposta al Tradimento per eccellenza.

## Edizioni
- Mario Brelich, L'opera del tradimento, collana Biblioteca Adelphi, Adelphi, 2008,  p. 265.